# Anuraphis cachryos
Anuraphis cachryos är en insektsart. Anuraphis cachryos ingår i släktet Anuraphis och familjen långrörsbladlöss. Inga underarter finns listade i Catalogue of Life.